# Traugott Schiess (Historiker)
Traugott Schiess (* 30. Oktober 1864 in München; † 9. Februar 1935 in St. Gallen; heimatberechtigt in Herisau) war ein Schweizer Historiker, Klassischer Philologe, Lehrer und Archivar aus dem Kanton Appenzell Ausserrhoden.

## Leben
Traugott Schiess war ein Sohn des gleichnamigen Malers Traugott Schiess. Im Jahr 1891 heiratete er Lydia Bruppacher, Tochter von Kaspar Bruppacher, einem Kaufmann. Er besuchte das Gymnasium in München und absolvierte ein Studium der klassischen Philologie in München und Zürich. Von 1890 bis 1901 war er Kantonsschullehrer in Chur. Ab 1901 bis 1928 arbeitete er als Stadtarchivar und Stadtbibliothekar in St. Gallen. Er verfasste einer Grosszahl von Arbeiten zur Geschichte der Ostschweiz und der Reformationszeit.
Bleibende Verdienste erlangte er vor allem durch die Edition grundlegender Quellenwerke. Krönung seines Wirkens war das ab 1933 erschienene Quellenwerk zur Entstehung der Schweizerischen Eidgenossenschaft. Dessen ersten und zweiten Band stellte Schiess zusammen. Von 1924 bis 1928 präsidierte er den Historischen Verein des Kantons St. Gallen. Er war Mitglied des Gesellschaftsrats der Allgemeinen Geschichtforschenden Gesellschaft der Schweiz. 1912 verlieh ihm die Universität Heidelberg die Ehrendoktorwürdetitel. 1934 erhielt er dieselbe von der Universität Bern.

## Werke (Auswahl)
- Quellen zur Schweizer Geschichte. Hrsg. von der Allgemeinen Geschichtforschenden Gesellschaft der Schweiz. Bände 23–25. Schneider, Basel 1904–1906.
- Briefwechsel der Brüder Ambrosius und Thomas Blaurer 1509–1567. Hrsg. von der Badischen Historischen Kommission. Bearb. v. Traugott Schiess. 3 Bände. Ernst Fehsenfeld, Freiburg im Breisgau 1908–1912.
- Urkundenbuch der Abtei Sanct Gallen. Hrsg. vom Historischen Verein des Kantons St. Gallen. Höhr, Zürich / Fehr, St. Gallen 1863–1955. Bände 5 u. 6.
- Appenzeller Urkundenbuch. Hrsg. von der Regierung des Kantons Appenzell A.-Rh. Bearb. v. Traugott Schiess. Kübler, Trogen 1913–1934.
- Quellenwerk zur Entstehung der Schweizerischen Eidgenossenschaft. Abteilung 1, Urkunden, Band 1. Von den Anfängen bis Ende 1291. Bearb. v. Traugott Schiess. Sauerländer,  Aarau 1933.
- Quellenwerk zur Entstehung der Schweizerischen Eidgenossenschaft, Abteilung 1, Urkunden, Band 2. Von Anfang 1292 bis Ende 1332. Bearb. v. Traugott Schiess, vollendet v. Bruno Meyer. Sauerländer, Aarau 1937.
- Die ältesten Seckelamtsbücher der Stadt St. Gallen: aus den Jahren 1405–1408. Hrsg. von Traugott Schiess. In: Mitteilungen zur vaterländischen Geschichte. 35, 1919, S. 2–267.
- Oberst Johann Ludwig Zollikofer und die Belagerung von Konstanz im Jahre 1633, in: Schriften des Vereins für Geschichte des Bodensees und seiner Umgebung. Band 47, 1918, S. 83–102 Digitalisat
- Der Glaubenszwang in der st. gallischen Kirche des 17. Jahrhunderts. Der "Wiedertäufer" Josef Hochreutiner und Pfarrer Michael Zingg, in: Schriften des Vereins für Geschichte des Bodensees und seiner Umgebung. Band 51, 1922, S. 28–52 Digitalisat